# Опило, Хенрик
Хенрик Анджей Опило (пол. Henryk Andrzej Opilo; 29 ноября 1952 года, Мушина — 2 мая 2021 года, Крыница-Здруй) — польский диссидент и политик, посол на Сейм I каденции.

## Биография
Сын Станислава и Зофьи. В 1973 году окончил общеобразовательную школу в Новом Сонче. Работал инспектором внутреннего контроля.
В 1980-х активист демократической оппозиции, был интернирован после введения военного положения, позже сотрудничал с подпольем. Стал соучредителем городского (в Крынице) и воеводского Гражданского комитета.
В 1991 году избран депутатом Сейма I каденции. Избран от избирательного округа Новы-Сонч по списку Конфедерации независимой Польши. Член Комитета по связям с поляками за рубежом и Комитета по социальной политике.
В 2012 году награжден Крестом Свободы и Солидарности.
Похоронен на курортном кладбище в Крынице-Здруй.